# Charles Louis de Marbeuf
Pour les articles homonymes, voir Marbeuf (homonymie).
Louis Charles René, comte de Marbeuf, né le 4 novembre 1712 à Rennes et mort le 20 septembre 1786 à Bastia  est un lieutenant-général français, que le roi Louis XV a fait marquis de Cargèse lors de son gouvernement de la Corse.

## Biographie

### Origine et famille
Il est le fils de Charles Claude de Marbeuf, comte du Gué de Servon, et de Jeanne Jacquette de Muzillac. Certaines sources l'indiquent à tort comme fils de Robert Jean de Marbeuf (1668-1736), lieutenant-général des armées du roi (1734), et Marie Thérèse de Kergoët (+1762). Il est l'oncle d'Yves Alexandre de Marbeuf.
Louis-Charles-René de Marbeuf se marie le 30 mai 1752 à Paris avec Éleonore Julie de Guemadeuc, dame de Callac et Cadoudal (+ 9 mai 1783, à 83 ans à Paris, au couvent des dames du Saint-Sacrement, rue Cassette), veuve de Guy Anne Jules de Goyon, lieutenant pour le roi des quatre évêchés de Basse Bretagne, dit le comte de Vaudurant. Le 29 septembre 1783, il épouse en secondes noces, à Paris, Catherine Antoinette Salinguerra de Gayardon de Fenoyl. Veuve, son épouse est créée baronne de l'Empire avec dotation (19 juin 1813). Leur fils, Laurent-François Marie, né en 1786, colonel de lanciers dans la Grande Armée, blessé le 14 août 1812 près de Krasnoï, mourra à Marienpol le 26 novembre, des suites de sa blessure.

### Sa carrière jusqu'en 1764
Il entre en service à 16 ans, comme enseigne au régiment de Bourbonnais, et passe lieutenant le 7 juillet 1729, puis capitaine le 23 avril 1732. Envoyé à Malte en 1738, il est fait major général de l'infanterie du roi le 1er mai 1747, et obtient le rang de colonel le 15 février 1748. Le 1er mars 1757, il est employé à l'armée de Westphalie, et est nommé brigadier d'infanterie le 3 septembre 1759. Le 1er mai 1760, il sert en Bretagne, et le 1er mars 1762, il est attaché à l'armée d'Espagne en qualité de maréchal général des logis. Il est promu maréchal de camp le 25 juillet 1762.

### Le comte de Marbeuf en Corse
En 1756, le roi de France a signé un premier traité à Compiègne avec la république de Gênes. Cette dernière n'arrivant pas à battre les forces de la république indépendantiste de Corse de Pascal Paoli et à rétablir son autorité sur toute l'île a fait appel au roi de France pour l'aider dans cette entreprise. De son côté Louis XV y voyait une occasion de contrôler l'île et de contrebalancer l'influence anglaise en Méditerranée. La France s'engage alors à occuper jusqu'en mars 1759 les villes d'Ajaccio (en corse : Aiacciu), de Saint-Florent (en corse : San Fiurenzu) et de Calvi.
Le traité de Compiègne est renouvelé par un autre traité de Compiègne, en 1764. La république de Gênes permet à la France de poursuivre pendant quatre ans l'occupation militaire en Corse consentie en 1756 à Ajaccio, Calvi et Saint-Florent mais en ajoutant Bastia et Algajola.
En décembre 1764, le comte de Marbeuf est envoyé en Corse avec la mission apparente d'aider les Génois à garder la souveraineté de la Corse. Il débarque avec sept bataillons à Saint-Florent. Il écrit alors à Pascal Paoli dont les troupes assiègent la ville que ses ordres sont de prendre possession de la ville et lui donne l'assurance que les troupes françaises ont pour seul mission de garder pendant quatre ans les cinq places maritimes de l'île, et nullement d'aider les Génois à reprendre l'offensive contre leurs anciens sujets. Puis il se rend à Calvi d'où il embarque pour Bastia.
En janvier 1765, Pascal Paoli lui envoie de Corte un manifeste dans lequel il s'engage à abandonner le siège de Saint-Florent par respect pour le roi de France. Les Génois lui cèdent la ville et la citadelle de Bastia. Il rencontre Pascal Paoli en mars, puis en avril, au cours de son voyage entre Bastia et Saint-Florent. Il rend compte au duc de Choiseul de cette rencontre. En juillet, il envoie au duc de Choiseul une lettre élogieuse concernant Matteo Buttafoco. Il rencontre James Boswell à Bastia en novembre.
Il commence l'année 1766 en rendant compte au duc de Choiseul de ses actions en Corse, puis, en avril, à la demande du duc de Choiseul, il propose à Pascal Paoli d'étudier un plan de paix avec la république de Gênes.
Le 2 avril 1767, le roi d'Espagne Charles III décide d'expulser les Jésuites de tous les territoires espagnols. Après avoir erré quelque temps, les Jésuites espagnols ont obtenu du Sénat de Gênes un asile en Corse, dans les places occupées par les troupes françaises. Louis XV ayant banni les Jésuites de France en 1764, il fait des remontrances au gouvernement génois et donne l'ordre au comte de Marbeuf de retirer ses troupes des places où elles devaient s'établir. Pascal Paoli fait aussitôt attaquer les places abandonnées par les Français. François Gaffori s'empare alors d'Ajaccio et force les troupes génoises à s'enfermer dans la citadelle. Le duc de Choiseul signifie alors à Pascal Paoli que jusqu'à la date de fin du traité de Compiègne, le 7 août 1768, Ajaccio, Bastia, Calvi, Saint-Florent et Algajola restent sous la protection de la France, mais que sous la pression de Charles III, il consent à ce que les Jésuites restent en Corse. Le comte de Marbeuf envoie Jadart, commissaire des guerres, à Ajaccio pour faire respecter les ordres du gouvernement. Jadart lui écrit le 12 août pour lui rendre compte de la situation et des mesures prises pour faire respecter par chaque parti, corse et génois, la neutralité de la ville et garantir aux Jésuites leur sécurité.
Cette singulière occupation fait place à des hostilités réelles, lorsque le 15 mai 1768, la république de Gênes convaincue de l'inutilité de ses efforts, signe le traité de Versailles abandonnant la souveraineté sur la Corse au roi de France pour une période de dix ans. Le roi de France s'engage à restituer la Corse à la république de Gênes après le remboursement des frais engagés pour lutter contre les rebelles, soit 40 millions de livres.
Sept jours après, le drapeau blanc flotte sur Bastia. En juin, le comte de Marbeuf somme Pascal Paoli de retirer les troupes corses qui gardent les communications de Saint-Florent à Bastia, et tiennent en échec ces deux villes. Le 12 juillet, les effectifs de l'armée française en Corse placée sous le commandement du lieutenant-général Bernard-Louis Chauvelin puis du comte de Vaux sont passés de 4 000 à 12 000 hommes.
Il participe à la conquête de la République corse, d’abord en assurant l’intérim à la tête de l’armée entre Chauvelin et le comte de Vaux de décembre 1768 à avril 1769, puis il commande un corps sous Vaux jusqu’à la bataille de Ponte-Novo. Il est fait lieutenant-général le 23 octobre 1768, et reste chargé du commandement de la nouvelle possession française après le départ du comte de Vaux. Marbeuf tombe amoureux de l’île et y fait construire un château au nord-ouest du village, où il reçoit notamment Laetizia Bonaparte pendant plusieurs étés. Il est en effet tombé sous les charmes de la jeune Bonaparte et passe du temps avec elle en l’absence de Charles. Il meurt dans cette demeure d'une fièvre en 1786 ; le château sera détruit en 1793 lors de la Révolution française.

### Le comte de Marbeuf et la famille Bonaparte
Lors de son séjour en Corse, il se lie d'amitié avec Charles Bonaparte. Il est le protecteur de Napoléon Bonaparte qui lui doit sa place au collège militaire de Brienne. Le Mémorial de Sainte-Hélène cite cet épisode : 

« À cette époque, deux généraux français se trouvaient en Corse, fort divisés entre eux ; leurs querelles y formaient deux partis : c'était M. de Marbeuf, doux et populaire ; et M. de Narbonne Pellet, haut et violent. Ce dernier, d'une naissance et d'un crédit supérieurs, devait être naturellement dangereux pour son rival ; heureusement pour M. de Marbeuf, beaucoup plus aimé en Corse, la députation de cette province arriva à Versailles. Charles Bonaparte la conduisait ; il fut consulté, et la chaleur de ses témoignages fit donner raison à M. de Marbeuf. Le neveu de ce dernier, archevêque de Lyon et ministre de la feuille des bénéfices, cru devoir venir en faire des remerciements à Charles Bonaparte, et quand celui-ci conduisit son fils à l'école militaire de Brienne, l'archevêque lui donna une recommandation spéciale pour la famille de Brienne qui y demeurait la plus grande partie de l'année: de là l'intérêt et les rapports de bienveillance des Marbeuf et des Brienne envers les enfants Bonaparte. »

Une rumeur persistante, défendue notamment par les auteurs Hervé le Borgne et Edmond Outin, a fait du comte de Marbeuf, d'après une supposée liaison adultérine avec Letizia Bonaparte, le père de Napoléon Bonaparte qui, selon les défenseurs de cette thèse, est né, non à Ajaccio, mais à Sainte-Sève dans le Finistère. De plus, le prénom même de Bonaparte viendrait de l’évêché Saint-Pol-de-Léon dont dépendait Sainte-Sève. Ainsi, « Napoléon » signifierait « Na (né) à Pol Léon ». Cette hypothèse est cependant rejetée par les historiens : pour Jean Tulard, « On est dans l'invraisemblance », car il n'est pas possible que le séjour de Letizia en Bretagne n'ait pas été documenté.

## Distinctions
- Grand-croix de Saint-Louis

## Publications
- Mémoire sur la subvention dont le Roi a ordonné que la levée soit faite dans l'île de Corse. [23 juin 1770.] Memoria su la sovvenzione di cui il Re ha ordinato sia fatta la colletta nell'isola di Corsica, impimerie S.F. Batini, Bastia
- Discours prononcé par Mr. le comte de Marbeuf à l'ouverture des États de Corse à Bastia, le 26 mai 1779, imprimerie de Vve Batini, Bastia, 1785 (lire en ligne)